# Phyllomyias sclateri
El mosquerito de Sclater (Phyllomyias sclateri), también denominado mosqueta corona gris (en Argentina), moscareta de Sclater (en Perú) o atrapamoscas de Sclater,  es una especie de ave paseriforme de la familia Tyrannidae perteneciente al género Phyllomyias. Es nativo de regiones andinas del oeste de América del Sur.

## Distribución y hábitat
Se distribuye a lo largo de la pendiente oriental de la cordillera de los Andes desde el sureste de Perú (desde Cuzco), a través de Bolivia, hasta el noroeste de Argentina (hasta Tucumán).
Esta especie es considerada poco común en sus hábitats naturales: el dosel y lo bordes de bosques montanos, en altitudes entre 1000 y 2200 m.

## Sistemática

### Descripción original
La especie P. sclateri fue descrita por primera vez por el ornitólogo alemán Hans von Berlepsch en 1901 bajo el mismo nombre científico; la localidad tipo es: «Bueyes, Santa Cruz, Bolivia».

### Etimología
El nombre genérico masculino «Phyllomyias» se compone de las palabras del griego «φύλλον» (phúllon) que significa ‘hoja’, y de la forma neolatina «myias» que significa ‘atrapamoscas’, a su vez derivado del griego  «μυῖα, μυῖας» (muĩa, muĩas) que significa ‘mosca’; y el nombre de la especie «sclateri», conmemora al zoólogo británico Philip Lutley Sclater (1829–1913).

### Taxonomía
Anteriormente estuvo colocada en un género Xanthomyias, junto con Phyllomyias virescens. Se ha sugerido que es pariente próxima de Phyllomyias reiseri con base en la fuerte similitud entre las principales vocalizaciones, así como también en su comportamiento general y postura. La subespecie propuesta P. sclateri australis (Contino & Olrog), 1966, es considerada un sinónimo de la nominal.
El género Phyllomyias como constituido actualmente puede ser polifilético; para definir los límites del género, se requieren análisis filogenéticos objetivos, utilizando características moleculares y anatómicas. Evidencias anatómicas sugieren que las especies Phyllomyias fasciatus, Phyllomyias griseocapilla, Phyllomyias griseiceps y Phyllomyias weedeni forman un clado que puede no estar emparentado con otras del género, algunas de los cuales o todas posiblemente estarían mejor colocadas en un género resucitado Tyranniscus.

### Subespecies
Según las clasificaciones del Congreso Ornitológico Internacional (IOC) y Clements Checklist/eBird se reconocen dos subespecies, con su correspondiente distribución geográfica:
- Phyllomyias sclateri subtropicalis (Chapman), 1919 – pendiente oriental de los Andes del sureste de Perú (desde Cuzco hasta Puno).
- Phyllomyias sclateri sclateri Berlepsch, 1901 – pendiente oriental de los Andes de Bolivia (desde La Paz hasta Tarija) y noroeste argentino (desde Jujuy hasta Tucumán).